# Johannes Lehne
Johannes Lehne (* 22. Januar 1962) ist ein deutscher Jurist und Diplomat. Von 2015 bis 2017 war er deutscher Botschafter im Südsudan.

## Leben
Lehne begann nach dem Abitur 1981 ein Studium der Rechtswissenschaften an der Universität Passau, das er 1987 mit dem Ersten Juristischen Staatsexamen abschloss. Zwischenzeitlich absolvierte er von 1984 bis 1985 einen Auslandsstudienaufenthalt am University College Cardiff und legte nach dem Rechtsreferendariat 1990 das Zweite Juristische Staatsexamen ab. Während seines Studiums engagierte er sich in der FDP in Passau.
1990 begann Lehne den Vorbereitungsdienst für den höheren Auswärtigen Dienst und war nach dessen Abschluss in Verwendungen in der Zentrale des Auswärtigen Amtes sowie an verschiedenen Auslandsvertretungen tätig. Er war zwischen 1999 und 2002 Ständiger Vertreter des Botschafters im Sudan und nach einer erneuten Verwendung im Auswärtigen Amt von 2005 bis 2008 Ständiger Vertreter des Botschafters in Bolivien, ehe er zwischen 2008 und 2015 Leiter der Taskforce Sudan/Südsudan im Auswärtigen Amt in Berlin wurde.
2015 wurde Lehne Nachfolger von David Schwake als Botschafter im Südsudan. Am 12. August 2015 wurde er vom Präsidenten der Republik Südsudan, Salva Kiir Mayardit, zur Überreichung seines Beglaubigungsschreibens empfangen. 2017 wurde er von Jan Hendrik van Thiel abgelöst. Mit Stand Januar 2019 ist er Leiter der Kopfstelle Haushalt der Kulturabteilung des Auswärtigen Amtes.
Seit 1982 ist er Mitglied der katholischen Studentenverbindung KDStV Oeno-Danubia Passau im CV.